# Nils Strömkrona (1894)
Nils Strömkrona var ett svenskt örlogsfartyg samt sjömätningsfartyg, som byggdes på Lindholmens varv och sjösattes 1894. Fartygets deplacement var 140 ton och hastigheten gick upp till nio knop. Nils Strömkrona utrangerades 1981.